# 絶対love×love宣言!!
「絶対love×love宣言!!」（ぜったいラブラブせんげん）は、ザ・チルドレンの1枚目のシングル。2008年5月28日にジェネオンエンタテインメントから発売された。

## 解説
表題曲「絶対love×love宣言!!」は、テレビアニメ『絶対可憐チルドレン』エンディングテーマとして使用されており、同アニメで明石薫、野上葵、三宮紫穂役を演じる平野綾、白石涼子、戸松遥がザ・チルドレンのメンバーとして歌っている。
カップリングには「Over The Future」をザ・チルドレンがフィーチャリングしたものが収録されている。ジャケットには明石薫、野上葵、三宮紫穂のアニメイラストが用いられている。

## 収録曲
1. 絶対love×love宣言!! [3:47] 
作詞:葉月ゆら・渡邊亜希子、作曲:江並哲志、編曲:前口渉
  - テレビアニメ『絶対可憐チルドレン』エンディングテーマ
2. Over The Future feat．THE CHILDREN [4:06] 
作詞:六ツ見純子、作曲:佐伯高志、編曲:m-takeshi
3. 絶対love×love宣言!! （INST）
4. Over The Future feat．THE CHILDREN!! （INST）